# Flap Krueger
Flap Krueger, ou Flap Krüger, são dispositivos de melhoria de sustentação que pode ser instalados no bordo de ataque da asa de uma aeronave. Diferente dos slats ou bordo de ataques com Droops, o extradorso da asa e seu bordo de ataque não são modificados. Ao invés, uma parte da seção inferior da asa é girada para frente do bordo de ataque. As aeronaves atuais da Boeing e muitas outras, utilizam este desenho entre a fuselagem e o motor mais próximo, onde a asa está em sua parte mais grossa. Do outro lado do motor, são utilizados slats no bordo de ataque. O Boeing 727 também utilizava uma mistura de Flaps Krueger e slats, apesar de não haver um motor entre estes. A maior parte dos aviões comerciais antigos, tais omo o Boeing 707 e o Boeing 747, utilizavam apenas Flaps Krueger.

## Operação
Enquanto que o efeito aerodinâmico dos flaps Krueger pode ser similar aos slats ou slots (nestes casos há um espaço entre o bordo de ataque e o dispositivo), eles são operados de forma diferente. No caso dos flaps Krueger, sua posição mais dianteira torna-se seu bordo de fuga, saindo debaixo da asa e projetando-se para frente, aumentando o coeficiente de sustentação máximo e a curvatura da asa. Ele produz um momento de arfagem de nariz para cima. Por outro lado, o slat se estende para frente a partir da superfície superior do bordo de ataque. Além disso, quando operado, os flaps Krueger resultam em um bordo de ataque nitidamente menos afilado na asa, obtendo-se uma melhor manobrabilidade em baixas velocidades. Isto permite construir bordos de ataque de menor raio, otimizado para voo de cruzeiro.
Os flaps Krueger flaps desenvolvidos para o Boeing 747 foram construídos de um material de fibra de vidro em formato de colméia e foi projetado para ser intencionakmente distorcido em uma seção do aerofólio na sua operação.

## História
O Flap Krüger foi inventado por Werner Krüger em 1943 e avaliado em túnel de vento em Göttingen, Alemanha. Uma das primeiras aplicações foi no Boeing 707 em 1954. O flap foi adicionado para prevenir estol de asa com uma atitude extrema na decolagem com a cauda se arrastando na pista, um cenário que já havia causado dois acidentes com o de Havilland Comet. Um teste de voo preliminar foi feito no Boeing 367-80 usando um flap fixo e um esqui na cauda.

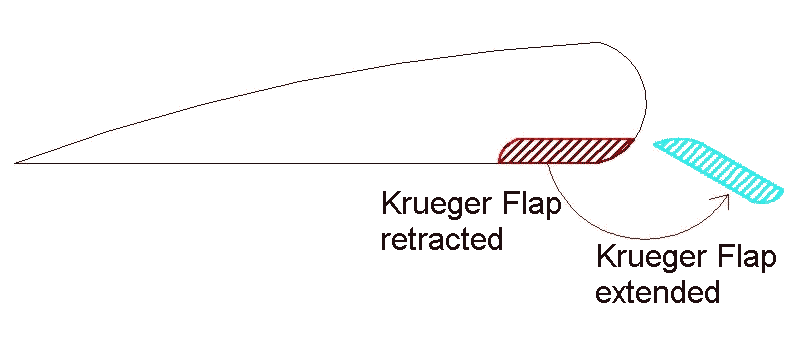
Operação do Flap Krueger
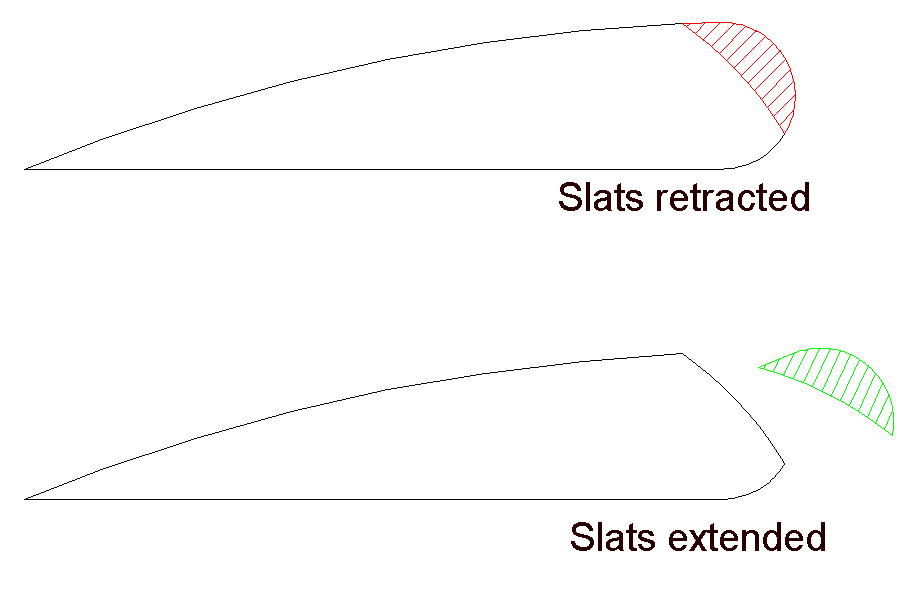
Operação do Slat

Boeing iniciou uma série de testes em voo no dia 17 de Março de 2015 com um Boeing 757 modificado, incorporando novas seções do bordo de ataque. O lado esquerdo da asa foi modificado para incluir uma seção de 6,7 metros de envergadura suportando um flap Krueger de curvatura variável que será utilizado durante o pouso e que se projeta para frente do bordo de ataque. Apesar do Flap Krueger já ter sido testado anteriormente como dispositivos mitigadores de insetos, os desenhos anteriores causavam um arrasto adicional; o novo modelo sendo testado é de curvatura variável e projetado para retrair quão perfeitamente for possível no intradorso da asa. Aumentar o uso de fluxo laminar natural (NLF) de uma aeronave tem o potencial de melhorar o consumo de combustível em até 15%, mas mesmo pequenos contaminantes de restos de insetos irão transformar o fluxo de laminar para turbulento, destruindo o benefício do desempenho. Os testes de voo contaram com a colaboração do grupo de companhias aéreas TUI AG e conduzidas em conjunto com a NASA como parte de um programa da agência de "Aviação Ambientalmente Responsável" (em inglês:  Environmentally Responsible Aviation (ERA)).